# Cyrtogaster capitanea
Cyrtogaster capitanea är en stekelart som beskrevs av Heydon 1989. Cyrtogaster capitanea ingår i släktet Cyrtogaster och familjen puppglanssteklar. Inga underarter finns listade i Catalogue of Life.